# یوشینوری توی
یوشینوری توی (ژاپنی: 土居 義典؛ زادهٔ ۲ آوریل ۱۹۷۲) یک بازیکن فوتبال اهل ژاپن است.
از باشگاه‌هایی که در آن بازی کرده‌است می‌توان به باشگاه فوتبال توکوشیما ورتیس و باشگاه فوتبال کاوازاکی فرونتال اشاره کرد.